# Bartolomeu Dragfi
Bartolomeu Dragfi (în maghiară Bertalan Drágffy sau Bertold Drágfi) (n. 1447 – d. 1501), descendent al familiei nobiliare Dragfi de Béltek, o ramură a familiei voievodale a Dragoșeștilor, a fost voievod al Transilvaniei din 1493 până în 1499; Comite Perpetu de Szolnok, Comite al secuilor între anii 1479–1488.
În 1479 i-a înfrânt, împreună cu Paul Chinezu, pe turci la Câmpul Pâinii (Șibot, județul Alba).

## Voievod al Transilvaniei
A fost ales voievod al Transilvaniei în 1493. Până în 1495 a domnit alături de Ladislau de Losoncz al II-lea, un alt voievod transilvănean. Ca voievod, l-a sprijinit pe Ștefan cel Mare, domnul Moldovei, în 1497 împotriva lui Ioan Albert, regele Poloniei.
Bartolomeu Dragfi se trăgea din familia maramureșeană a Drăgoeștilor, iar Letopisețul anonim îl numește “cuscru cu Ștefan Vodă”.

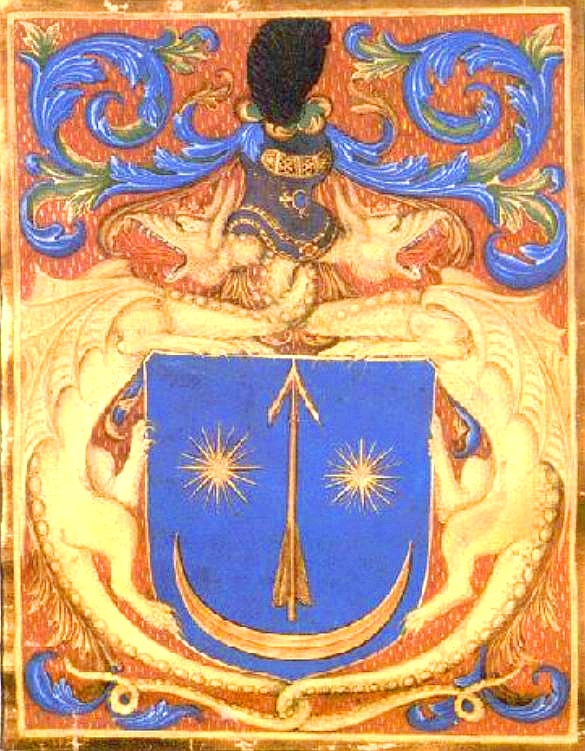
Stema familiei voievodale a Drăgoșeștilor